# 2014 WL616
2014 WL616 est un objet transneptunien de magnitude absolue 5,85.
Son diamètre est estimé à 320 km ce qui pourrait le qualifier comme un candidat au statut de planète naine.